# تيتراكائين
التتراكائين ويعرف أيضًا باسم أميثوكائين هو عبارة عن مخدر موضعي يُستخدم لتخدير العيون، الأنف والحنجرة. يمكن أيضًا وضعه على الجلد قبل الحقن في الوريد لتخفيف الألم الناجم عن العملية.
بشكل أساسي يستخدم التيتراكائين كسائل يوضع على المنطقة المراد تخديرها. يبدأ تأثيره خلال 30 ثانية ويستمر لأقل من 15 دقيقة عند استخدامه على العين.
تشمل الأعراض الشائعة الشعور بالحرقة لفترة وجيزة في موضع الاستخدام، قد تحدث تفاعلات حساسية بشكل غير شائع. كما لا ينصح باستخدامه لفترة طويلة لأنه قد يبطئ من عملية شفاء العين. من غير الواضح إذا كان استخدامه آمناً على الجنين خلال فترة الحمل. ينتمي هذا المخدِّر إلى مجموعة المخدرات الموضعية من نوع الأسترات. يعمل عن طريق وقف إرسال السيلات العصبية.
حاز التيتراكائين على براءة اختراع سنة 1930 ودخل حيز الاستعمال الطبي سنة 1941. وهو مدرج ضمن قائمة الأدوية الأساسية لمنظمة الصحة العالمية وهي قائمة تضم الأدوية الأكثر أمناً وتأثيراً في النظام الصحي الأساسي.
في الدول النامية، تبلغ تكلفة العلبة الواحدة (10 مل) من هذا المخدر حوالي 1.34 - 1.63 دولار أمريكي بسعر الجملة. أما في المملكة المتحدة فتنفق هيئة الخدمات الطبية الوطنية 0.49 جنيه استرليني على جرعة واحدة من قطرات العين.

## الاستخدامات الطبية
أجرت مراجعة منهجية تحريات حول استخدام التتراكائين في أقسام الطوارئ، وخاصةً عند الأطفال عند بدء الحقن الوريدي، نظراً لخصائصه كمسكن وموفر للتكاليف. مع أن المحاولة الأولى لهذه التقنية لم تحرز أي تقدم.
التيتراكائين هو حرف التاء في (تاك) وهو عبارة عن مزيج يحتوي على 5 إلى 12% من التتراكائين و0.05% من الأدرينالين و4 أو 10% من هيدروكلوريد الكوكايين، يستخدم في جراحة الأذن والأنف والحنجرة وفي قسم الطوارئ حيث يلزم تخدير سطح الجسم بسرعة،
خاصةً للأطفال الذين تعرضوا للإصابة في العين أو الأذن أو غيرها من الأماكن الحساسة.

## آلية العمل
في البحوث الطبية الحيوية يستخدم التيتراكائين لتغيير وظيفة القنوات المفرزة للكالسيوم (مستقبلات الريانودين) التي تتحكم بإفراز الكالسيوم من المخازن داخل الخلايا. يُعتبر التتراكائين مثبط فراغي لوظيفة هذه القنوات، ويعمل كذلك كمثبط أولي لأحداث الإفراز التلقائي للكالسيوم في حال استخدامه بتراكيز قليلة، وكمثبط للإفراز بشكل كامل في حال استخدامه بتراكيز كبير.

## روابط خارجية
- "Drug Information Portal - U.S. National Library of Medicine - Quick Access to Quality Drug Information". المكتبة الوطنية الأمريكية للطب. مؤرشف من الأصل في 2020-12-06. اطلع عليه بتاريخ 2021-03-31. {{استشهاد ويب}}: الوسيط غير المعروف |titleتيتراكايين= تم تجاهله (مساعدة)
- "Drug Information Portal - U.S. National Library of Medicine - Quick Access to Quality Drug Information". بوابة المعلومات الدوائية. المكتبة الوطنية الأمريكية للطب. مؤرشف من الأصل في 2020-10-28. اطلع عليه بتاريخ 2021-03-31. {{استشهاد ويب}}: الوسيط غير المعروف |تيتراكايين title= تم تجاهله (مساعدة)